# Блейк, Джозеф
Джозеф Блейк (англ. Joseph Blake, 1814—1888) — американский ботаник.

## Биография
Джозеф Блейк родился 21 января 1814 года в городе Отисфилд штата Мэн.
Он собрал коллекцию, состоящую из около 1500 образцов, в основном из Мэна.
Джозеф Блейк умер 26 мая 1888 года в городе Эндовер.

## Научная деятельность
Джозеф Блейк специализировался на семенных растениях.